# Thomas Heurtel
Thomas Heurtel (Béziers, Francia, 10 de abril de 1989) es un baloncestista francés que pertenece a la plantilla del ASVEL de la Liga Pro A. Mide 1,89 metros de altura y ocupa la posición de base. Además es internacional con la selección de baloncesto de Francia

## Trayectoria

### Inicios
Se formó como jugador en las categorías inferiores del Pau Orthez club con el que debutó en la Pro A, la máxima categoría del baloncesto galo. 

### Profesional
La temporada 2009/10 fichó por el ASVEL e inmediatamente se marchó cedido al Strasbourg IG club en el que disputó un total de 30 partidos promediando 9,4 puntos 5 asistencias y 2 rebotes por encuentro.
La temporada 2010/11 se marcha, nuevamente cedido por el ASVEL, a la Liga ACB de España, para jugar en las filas del Meridiano Alicante.
Tras firmar en Alicante y con unos números de 10 puntos y 2 asistencias en 19 minutos por partido, en junio de 2011 firma un contrato de 5 temporadas con el Caja Laboral, también de la Liga Endesa, previo pago de 145.000 € para comprar su carta de libertad al ASVEL.

#### F. C. Barcelona
2017-2019
En junio de 2017 ficha por el F. C. Barcelona por dos temporadas. Allí, batió el récord del club de asistencias en un partido oficial (14 en las semifinales de la Copa del Rey 2018) y de Liga Endesa (13 en la jornada 23 de la temporada 2017/18 frente al Burgos). Además, registró 30 asistencias en la fase final de la Copa del Rey de 2018, récord absoluto. En esa Copa del Rey, el Barça Lassa conseguiría la victoria tras imponerse en la final al Real Madrid, donde Heurtel fue elegido el MVP de la final.
En febrero de 2019, volvió a lograr la Copa del Rey, siendo elegido de nuevo MVP de la competición, algo que nunca antes se había conseguido.
2019-2021
El 5 de julio de 2019 ambas partes acordaron una renovación de su contrato por dos temporadas más y una tercera opcional. Durante la preparación con Francia para el Mundial de 2019, sufrió una lesión en un amistoso contra Turquía, que le obligó a perderse el Mundial, con un tiempo de baja estimado de 5 meses. En diciembre realizó los primeros lanzamientos a canasta después de sufrir la lesión. Tras más de 5 meses de baja, en enero de 2020 recibió el alta médica y se reincorporó a los entrenamientos del Barça. Su primer partido de la temporada llegó unos días después, en un partido correspondiente a la jornada 19 de la Liga ACB frente al Real Betis anotando 11 puntos en 18 minutos. En febrero de 2020, a falta de 6 días para el inicio de la Copa del Rey, tuvo que abandonar el terreno de juego en un partido de Euroliga frente al AX Armani Exchange Olimpia Milano tras lesionarse en un tobillo. Tras el parón provocado por el COVID-19, el Barça se clasificó como primero del grupo A en la fase final excepcional de la Liga ACB. En las semifinales a partido único, logró un doble-doble de 14 puntos y 11 asistencias, acabando como el más valorado del partido para vencer al San Pablo Burgos y clasificarse para la final. En la final frente al Baskonia anotó 21 puntos siendo el máximo anotador del partido, pero perdieron el encuentro por 67-69.
El 19 de enero de 2021 ambas partes pactan de mutuo acuerdo su rescisión contractual debido a que el jugador estaba en negociaciones con el Real Madrid a espaldas de su club.

#### ASVEL Lyon-Villeurbanne
El 24 de febrero de 2021, se hace oficial su fichaje por el ASVEL de la Pro A, hasta el final de la temporada. Acabaría ganando esa misma temporada tanto la liga como la copa francesas con un papel importante dentro del equipo.

#### Real Madrid
Tras finalizar la temporada 2020-2021 con el ASVEL llega en condición de agente libre al Real Madrid, con quién firma un contrato de 1 año más otro opcional. El 29 de junio de 2022 el club anunció su desvinculación del equipo.

#### Zenit
En septiembre de 2022 firma con el Zenit de San Petersburgo de la VTB United League. Tras promediar 13,0 puntos y 8,1 asistencias por partido, fue elegido Debutante del Año de la liga rusa.

#### Shenzhen Leopards
En septiembre de 2024 fichó por los Shenzhen Leopards de la CBA china. Jugó tan solo diez partidos, en los que promedió 18,2 puntos y 8,5 asistencias.

#### Leyma Coruña
El 10 de enero de 2025 regresó a la liga ACB después de su frustrado fichaje por el F. C. Barcelona, al firmar con el Leyma Coruña hasta final de temporada.

#### ASVEL
El 14 de agosto de 2025 fichó por el ASVEL de la Liga Pro A, en una segunda etapa en el club francés.

### Selección nacional
En 2013, fue elegido para participar en el Eurobasket 2013, siendo el suplente habitual del base Tony Parker. A pesar de no anotar en la final, su selección pudo conseguir la medalla de oro al vencer a Lituania por 80-66.
En septiembre de 2014, fue miembro de la selección francesa que obtuvo el bronce en la Copa Mundial de Baloncesto celebrada en España.
Heurtel fue elegido para disputar los Juegos Olímpicos de 2016 en Río de Janeiro con la selección francesa. En la fase de grupos firmó su mejor partido frente al combinado de Estados Unidos, rozando el triple-doble al acabar con 18 puntos, 8 rebotes y 9 asistencias, perdiendo el partido por 100-97. Clasificados para los cuartos de final del torneo olímpico, fueron eliminados por España al perder por 92-67, finalizando el campeonato en 6.ª posición.
En verano de 2021, fue parte de la selección absoluta francesa que participó en los Juegos Olímpicos de Tokio 2020, que ganó la medalla de plata.
En septiembre de 2022 disputó con el combinado absoluto francés el EuroBasket 2022, donde ganaron la plata, al perder la final ante España.
Pero tras su firma con el Zenit ruso, la federación francesa le expulsó de la selección para los próximos eventos:

"El jugador había firmado la declaración jurada al inicio de la concentración de la selección francesa a finales de julio, indicando que no estaba comprometido y que no pensaba fichar por un club ruso o bielorruso.
Si Thomas Heurtel jugara con el Zenit, este compromiso no se respetaría y el base ya no estaría respetando los criterios de selección para los próximos eventos internacionales, incluidos los Juegos Olímpicos de 2024, de acuerdo con la decisión tomada por la Oficina Federal el 28 de julio (de 2022)."

## Logros y reconocimientos

### Clubes
- Copa de Turquía (1): 2015
- Copa del Presidente de Turquía (1): 2015
- Copa del Rey (3): 2018, 2019, 2021
- Liga ACB (2): 2020, 2022
- Supercopa de España (1): 2021.
- Copa de baloncesto de Francia (1): 2021.
- Pro A (1):  2021.

### Consideraciones individuales
- MVP de la Copa de Turquía (1): 2015
- MVP Copa del Rey (2): 2018 y 2019
  - Segundo Quinteto (2): 2017-18 y 2018-19
- Líder de asistencias de la Euroliga (1): 2015-2016